# Société biblique américaine
La Société biblique américaine (anglais : American Bible Society) (ABS) est une société biblique chrétienne œcuménique, membre de l'Alliance biblique universelle. Elle a été fondée le 11 mai 1816 à New York qui publie et distribue des traductions de la Bible, essentiellement protestantes, et fournit des outils d'étude à ceux qui s'intéressent à l'étude de la Bible. Elle s'est notamment fait connaître pour sa publication de traductions de la Bible en anglais contemporain, comme la Good News Bible ou la Contemporary English Version.

## Historique

### XIXesiècle
L'American Bible Society est fondée en 1816 par des notables protestants américains. Le premier président en est le presbytérien Elias Boudinot, qui avait été président du Congrès continental de 1782 à 1783. John Jay, le premier juge en chef de la Cour suprême des États-Unis, en devient le président en 1821, et un certain nombre de personnalités illustres comme Frederick T. Frelinghuysen, président de l'Université Johns-Hopkins, l'universitaire Daniel Coit Gilman ou le banquier Edwin Francis Hyde, ancien président de l'Orchestre philharmonique de New York, dirigent l'organisation au fil des ans. Francis Scott Key, l'auteur de l'hymne national des États-Unis, en est le vice-président de 1817 jusqu'à sa mort en 1843.
Le premier siège social de l'ABS était situé sur Nassau Street dans le Lower Manhattan.

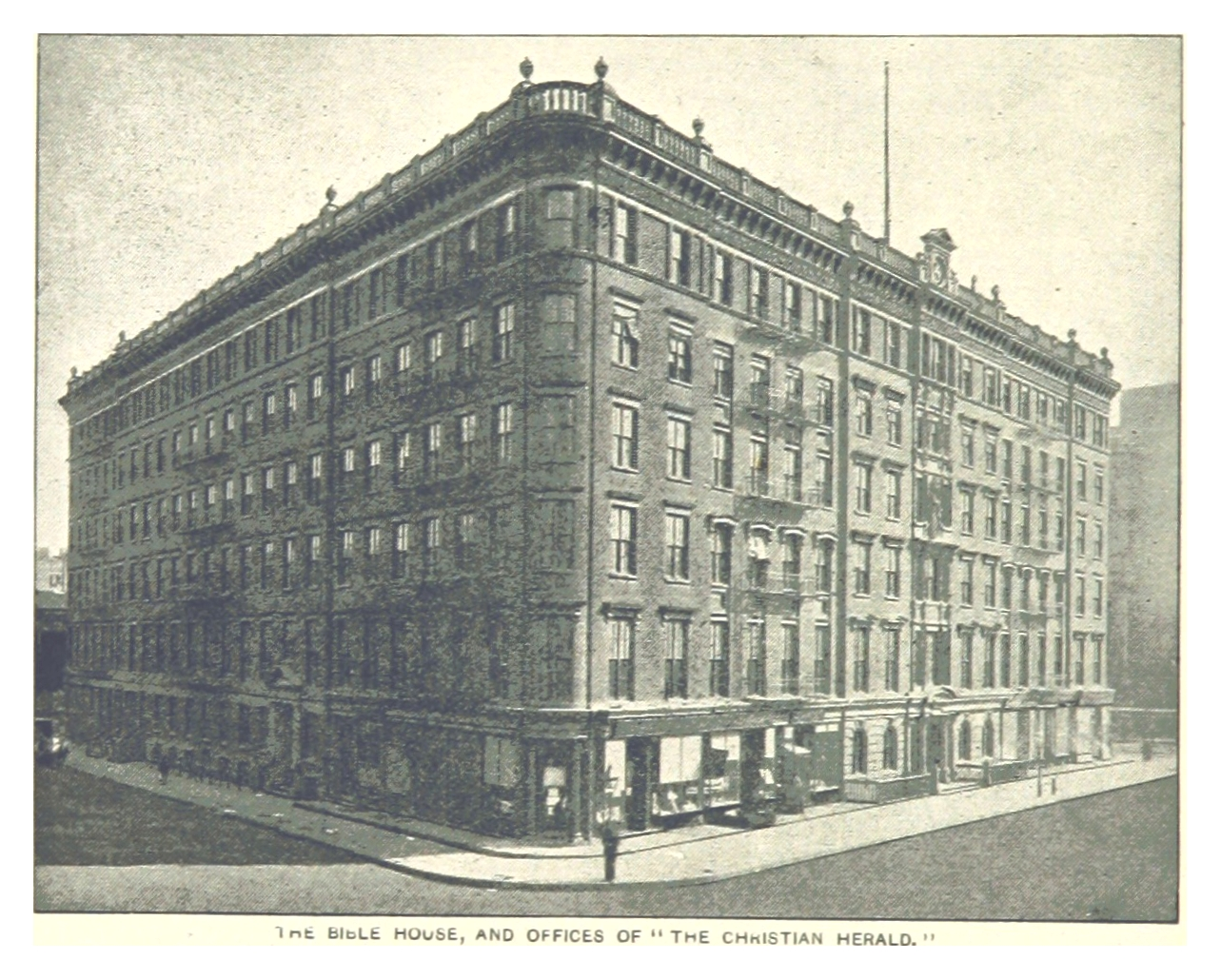
La Maison de la Bible et les bureaux du Christian Herald, construits en 1853 (cliché de 1893). Ils seront démolis en 1956.

L'American Bible Society a utilisé la Bible King James et, à partir de 1858, a nommé des comités pour être sûr d'éviter toute corruption des textes. Elle a fourni les premières Bibles dans les hôtels et les premières Bibles de poche pour les soldats pendant la Guerre de Sécession. En 1818, l'ABS finance sa première traduction de la Bible, en langue (amérindienne) Lenape du Delaware.
En 1852, alors que Theodore Frelinghuysen est président de la société, la Bible House (maison de la Bible) est construite, occupant tout le terrain délimité par les troisième et quatrième avenues, Astor Place et la neuvième rue à New York. La suffragette et économiste Virginia Penny y ouvre un bureau d'emploi pour les femmes, et y donne des conférences sur les différents types d'emplois pour les femmes à New York. En 1920, cet immeuble était l'un des plus anciens immeubles de bureaux de la ville.
L'un des objectifs de l'ABS est d'atteindre les personnes les plus démunies. Quatre campagnes ont été entreprises à cette fin à l'échelle des États-Unis, en 1829, 1856, 1866 et en 1882. Au cours de la quatrième, plus de 6 300 000 familles ont été visitées et 473 806 familles ont reçu des Bible, ainsi que près de 300 000 personnes individuelles ont reçu des Bibles. En 1898, l'American Bible Society avait diffusé 437 000 Bibles ou évangiles en Chine.

### XXesiècle
En 1912, l'ABS publiait, pour les diffuser à l'intérieur des États-Unis, des bibles dans 84 langues. La diffusion à l'étranger s'est également accrue à cette époque, passant de 250 000 exemplaires en 1876 à plus de 2 000 000 d'exemplaires en 1915. En 1922, l'ABS cesse d'imprimer elle-même ses bibles et se concentre sur leur diffusion. En 1934, l'American Bible Society célèbre un siècle de service envers la Chine ; le vice-président John Mott rappelle à cette occasion qu'en 1833, la société avait envoyé 3 000 dollars à Elijah Coleman Bridgman, premier missionnaire protestant américain en Chine, pour imprimer des bibles et des évangiles en chinois. En 1934, la société avait dépensé 2 897 383 dollars pour distribuer près de 70 000 000 évangiles en Chine.
En 1998, l'ABS a versé environ 1,6 million de dollars à Sony Music Entertainment afin de distribuer plusieurs séries pour enfants chrétiens. En 1999, l'ABS a lancé son premier grand ministère sur internet, ForMinistry.com, un constructeur de sites web gratuit mis à la disposition des églises et institutions religieuses, qui a fonctionné jusqu'en 2013 et a été utilisé par plus de 180 000 églises et ministères au cours de ces 14 ans.

### XXIesiècle

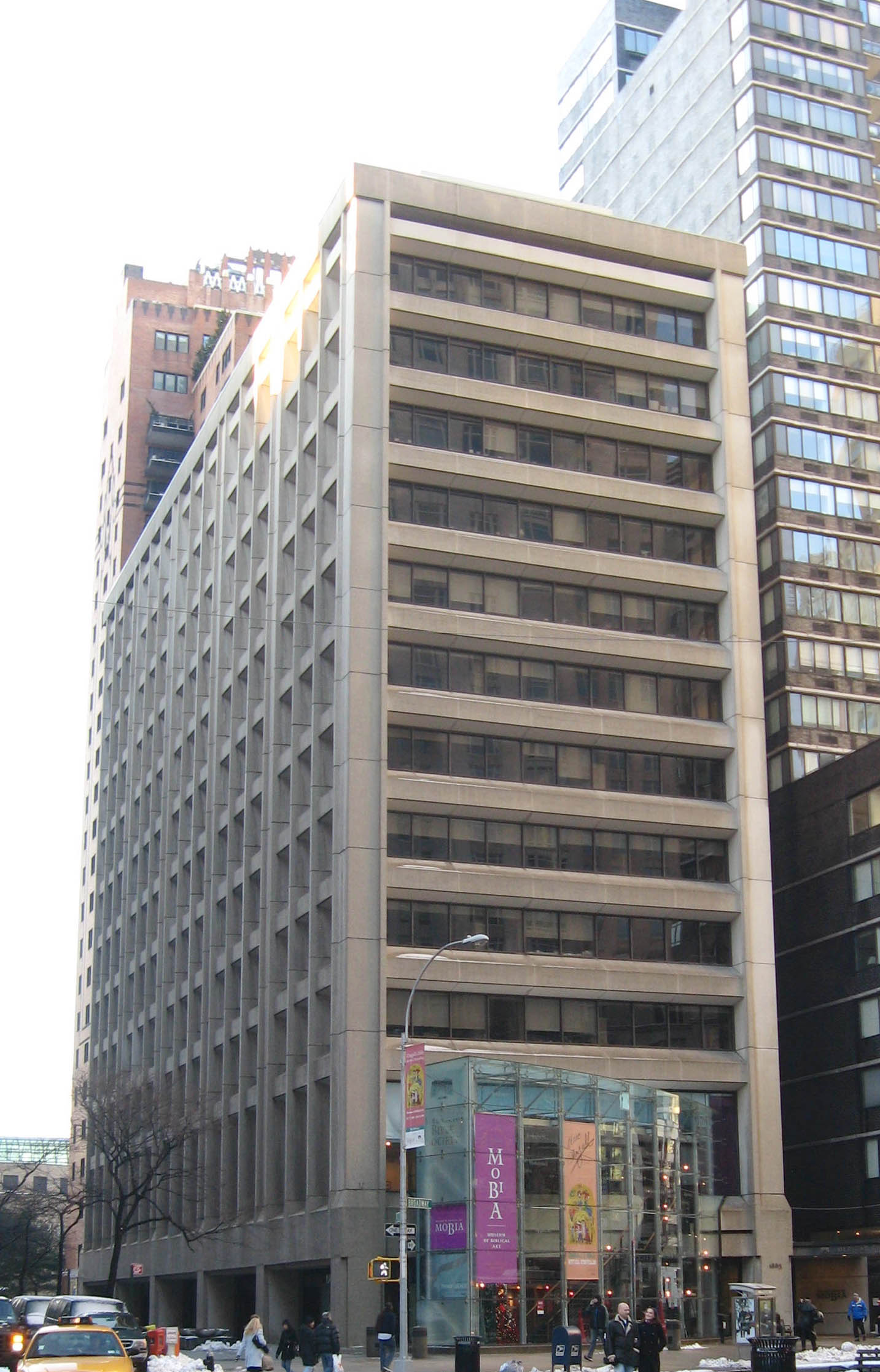
Ancien siège de l'American Bible Society à New York (démoli en 2016).

Au XXIe siècle , l'ABS a connu des difficultés financières et a subi de multiples changements de direction. De 2002 à 2011, la société a dépassé son budget de 250 millions de dollars et de 2005 à 2019, elle a eu cinq présidents différents, ainsi que trois présidents par intérim. En 2012, Ministry Watch a soulevé des questions sur les pratiques de collecte de fonds de l'ABS lorsqu'elle a découvert que la société consacrait 30% de son budget aux dépenses de collecte de fonds, "un ratio incroyable cinq fois plus élevé que le ratio moyen des coûts de collecte de fonds des organisations répertoriées dans la base de données MinistryWatch.com". Les salaires du personnel - totalisant en 2011 29 millions de dollars pour 220 employés, soit en moyenne 130 000 dollars par employé, avec au moins 10 cadres supérieurs payés plus de 200 000 dollars - ont également posé question sur la gestion de l'organisation.
En 2001, l'ABS a abandonné sa devise centenaire "ni notes ni commentaires" pour les Bibles qu'elle publie.
Au lendemain des attentats du 11 septembre, l'ABS distribue plus d'un million de Bibles et offre des évangiles téléchargeables aux personnes touchées par la tragédie. Elle produit aussi une bible militaire de poche, élaborée avec l'aide d'aumôniers catholiques et protestants de toutes les branches des forces armées. Après le tsunami de 2004, l'ABS travaille en coopération avec l'Alliance biblique universelle et des sociétés bibliques partenaires en Thaïlande, en Indonésie, en Inde et au Sri Lanka pour fournir des bibles aux habitants des régions touchées. En 2005, l'ABS envoie près d'un million de Bibles et de passages des Écritures à ceux qui ont survécu à la dévastation de l'ouragan Katrina. L'ABS forme un partenariat avec Habitat for Humanity pour donner une bible gratuite à chaque nouveau propriétaire aux États-Unis.
En 2010, l'ABS lance un nouvel outil de recherche biblique, un moteur web sans publicité qui recherche dans dix traductions différentes de la Bible, pour servir tant les besoins des croyants protestants, catholiques et orthodoxes que ceux des simples curieux ou érudits.
En 2014, l'ABS signe un contrat avec l'ICANN pour exploiter le domaine internet ".bible". La mise à disposition de noms de domaine en ".bible" doivent accélérer l'engagement biblique mondial en ligne. Le premier site à être lancé est american.bible en septembre 2015, afin de mettre le message biblique à la disposition de gens qui vivent à l'âge du numérique.
En 2015, l'ABS annonce qu'elle a vendu son immeuble du 1865 Broadway à AvalonBay Communities pour 300 millions de dollars et qu'elle emménage à Philadelphie, louant 9300 mètres carrés de bureaux au 401 Market Street.

## Croyances
En décembre 2017, l'ABS a présenté à son personnel sa confession de foi, un engagement à signer par chaque employé qui commence par une affirmation de foi et qui demande de tout faire pour éviter d'avoir des relations homosexuelles ou des relations hétérosexuelles hors mariage,. Selon les porte-parole de l'organisation, en janvier 2019, soit quelques jours avant l'expiration des 13 mois de réflexion qui était accordés aux salariés, 36 employés, soit 20% des effectifs de l'organisation, ont quitté l'organisation à cause de cette nouvelle exigence. Les dirigeants de l'organisation ont affirmé qu'un turnover annuel de 20% était conforme aux chiffres d'avant la nouvelle politique. Cette nouvelle politique tourne le dos à la culture autrefois inclusive de l'ABS et s’inscrit dans une transition de l’organisation vers l'évangélisme, une évolution entamée 20 ans auparavant.
Elle ne considère pas les mormons ou les témoins de Jéhovah comme des confessions chrétiennes,.

## Les musées

### Musée d'art biblique
Le Museum of Biblical Art était une organisation indépendante mais affiliée qui se trouvait dans le bâtiment de l'ABS au 1865 Broadway, à New York, a fermé ses portes avec le déménagement du siège à Philadelphie en 2015.

### Le Faith & Liberty Discovery Center

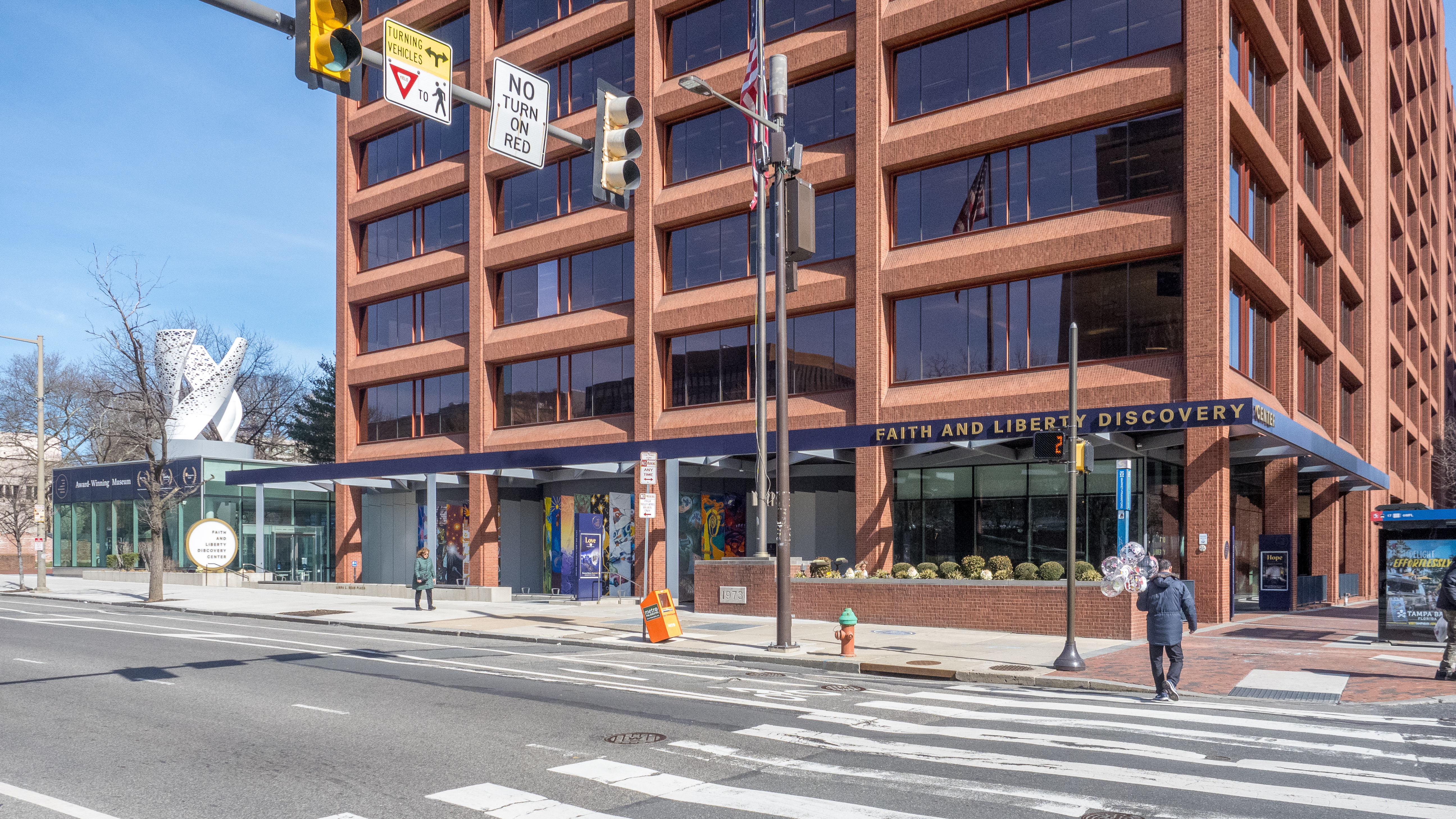
Faith & Liberty Discovery Center.

Le musée Faith & Liberty Discovery Center a ouvert en 2021 sur Independence Mall à Philadelphie,,.
Le contenu du musée est conçu de manière à s'harmoniser avec les récits historiques des musées voisins du centre sur Independance Mall : le Centre national de la Constitution, le Hall de l'Indépendance et le Musée national de l'histoire juive américaine. Le musée a pour objectif d'apporter d'apporter une perspective complémentaire : "L'histoire de la façon dont la foi et les Écritures ont contribué à motiver, à inspirer et à façonner non seulement les idées que nous disons défendre en tant que république, mais aussi à voir notre pays à travers les yeux de personnes comme Martin Luther King, Dorothy Day ou Frank Capra, qui ont été inspirés par leur foi pour continuer à façonner l'idée de l'expérience américaine."
Le centre a annoncé sa fermeture en mars 2024 pour la fin du mois, en raison de sa faible fréquentation par rapport aux projections initiales .

### Bibliothèque et collection de bibles

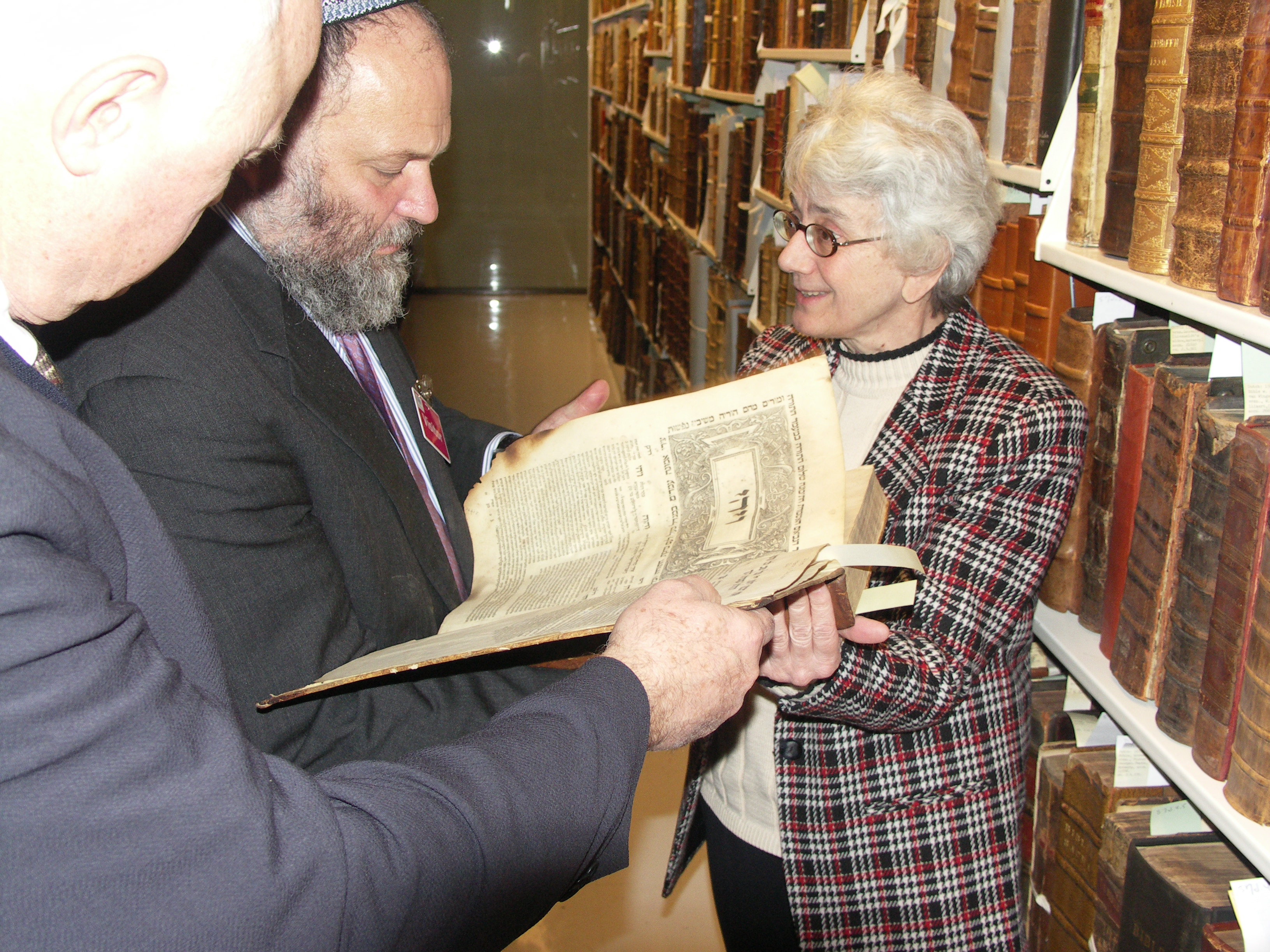
L'homme politique israélien Effi Eitam, membre de la Knesset, examinant une bible hébraïque du XVIe siècle à la bibliothèque biblique de l'American Bible Society avec le Dr Liana Lupas, sa conservatrice.

L'ABS dispose d'une bibliothèque qui abrite une vaste collection de bibles, de l'ordre de 45 000 volumes, dont plusieurs éditions intéressantes et précieuses de bibles anciennes, dont la Bible de Gutenberg. La collection contient des éditions de la Bible dans de nombreuses langues, provenant de nombreux pays et régions. C'est la deuxième plus grande collection de livres religieux, après celle du Vatican. L'ABS protège les nouvelles découvertes d'éditions rares de la Bible, parfois même en les achetant dans les salles des ventes. Le musée est ouvert au public.
Le dépôt biblique de l'ABS en Amérique du Sud conserve les milliers de versions et éditions de la Bible collectées au fil des ans.

## Situation financière
En 2014, avant la vente de 300 millions de dollars américains de son siège social de New York, la société avait un actif total de 528 millions de dollars, des revenus totaux de 51 millions de dollars et des charges d'exploitation de 83 millions de dollars.

## Voir également
- Alliance biblique universelle
- British and Foreign Bible Society